# Lata Kaumatule
Lata I Sia Kaumatule (* 28. Februar 1985 als Lata Tuifutuna) ist eine tongaische Fußballschiedsrichterassistentin.
Ab 2009 stand Kaumatule auf der Liste der FIFA-Schiedsrichter. Sie ist langjährige Schiedsrichterassistentin von Anna-Marie Keighley bei internationalen Fußballspielen.
Kaumatule war unter anderem Schiedsrichterassistentin bei der U-17-Weltmeisterschaft 2010 in Trinidad und Tobago, beim Algarve-Cup 2011, bei der Weltmeisterschaft 2011 in Deutschland (im Schiedsrichtergespann von Finau Vulivuli), bei der U-17-Weltmeisterschaft 2014 in Costa Rica, bei der Weltmeisterschaft 2015 in Kanada, beim olympischen Fußballturnier 2016 in Rio de Janeiro, bei der U-20-Weltmeisterschaft 2018 in Frankreich und bei der Ozeanienmeisterschaft 2022 in Fidschi (jeweils im Schiedsrichtergespann von Anna-Marie Keighley).